# Adelaide Salles-Wagner
Adelaïde Salles-Wagner (Dresden, Alemanha, 1825 – Paris, França, 1890) (de nome de nascimento Adelheid Wagner) foi uma pintora alemã que viveu na França. Ela foi aluna de Claude Jacquand em Lyon e de Joseph Bernhardt em Munique ou Paris.
Ela se casou com o pintor Jules Salles de Nîmes, França, em 1865.
Ela é conhecida por retratos e obras de gênero de crianças. Sua obra Menina bretã rezando foi incluída no livro Women Painters of the World .
Sua irmã Elise Puyroche-Wagner também se tornou pintora.

## Obras em coleções públicas
- Grenoble, Museu de Grenoble : La Petite Villageoise, 1853, óleo sobre tela[4]
- Lyon, Museu de Belas Artes: Élie no deserto, óleo sobre tela[5]
- Le Puy-en-Velay, Musée Crozatier: Retrato de Monsieur le comte de Macheco, óleo sobre tela[6]
- Narbonne, Museu de Arte e História : Addio Teresa, 1865, óleo sobre tela
- Toulon, Museu de Arte: Sainte Madeleine bercée par les anges, 1868, óleo sobre tela
- Roanne, Museu de Belas Artes e Arqueologia Joseph-Déchelette, Retrato de Mme Raoul Chassain de la Plasse, nascida Meugniot, vers 1869-1870.

Selected works by Adélaïde Salles-Wagner
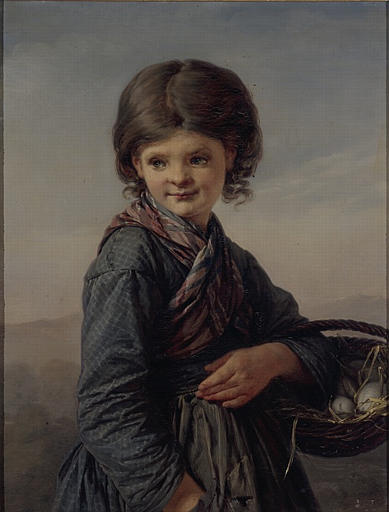
Menina com uma cesta (1853), Museu de Grenoble
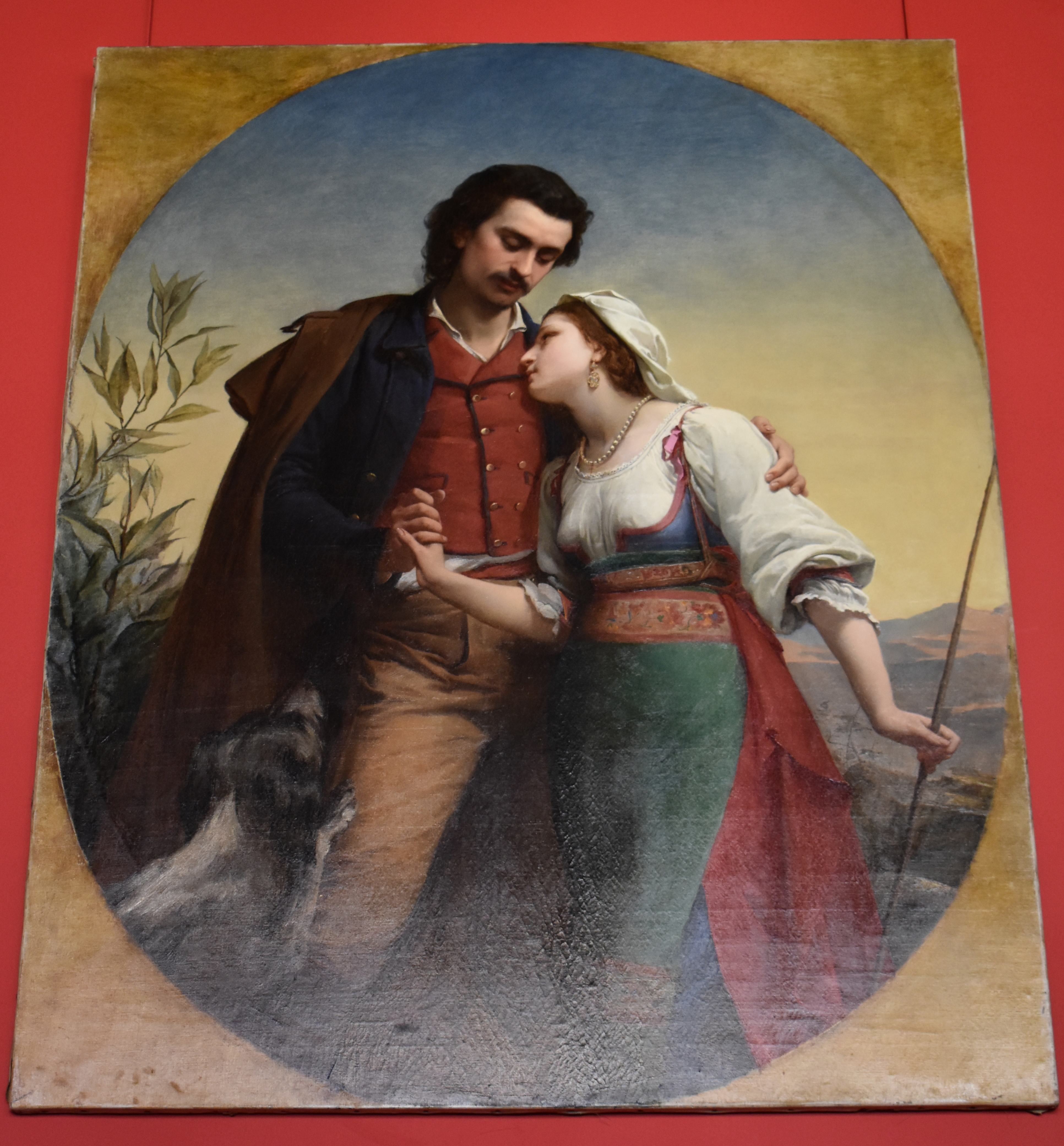
Addio Teresa (1865), museu de arte e história de Narbonne.
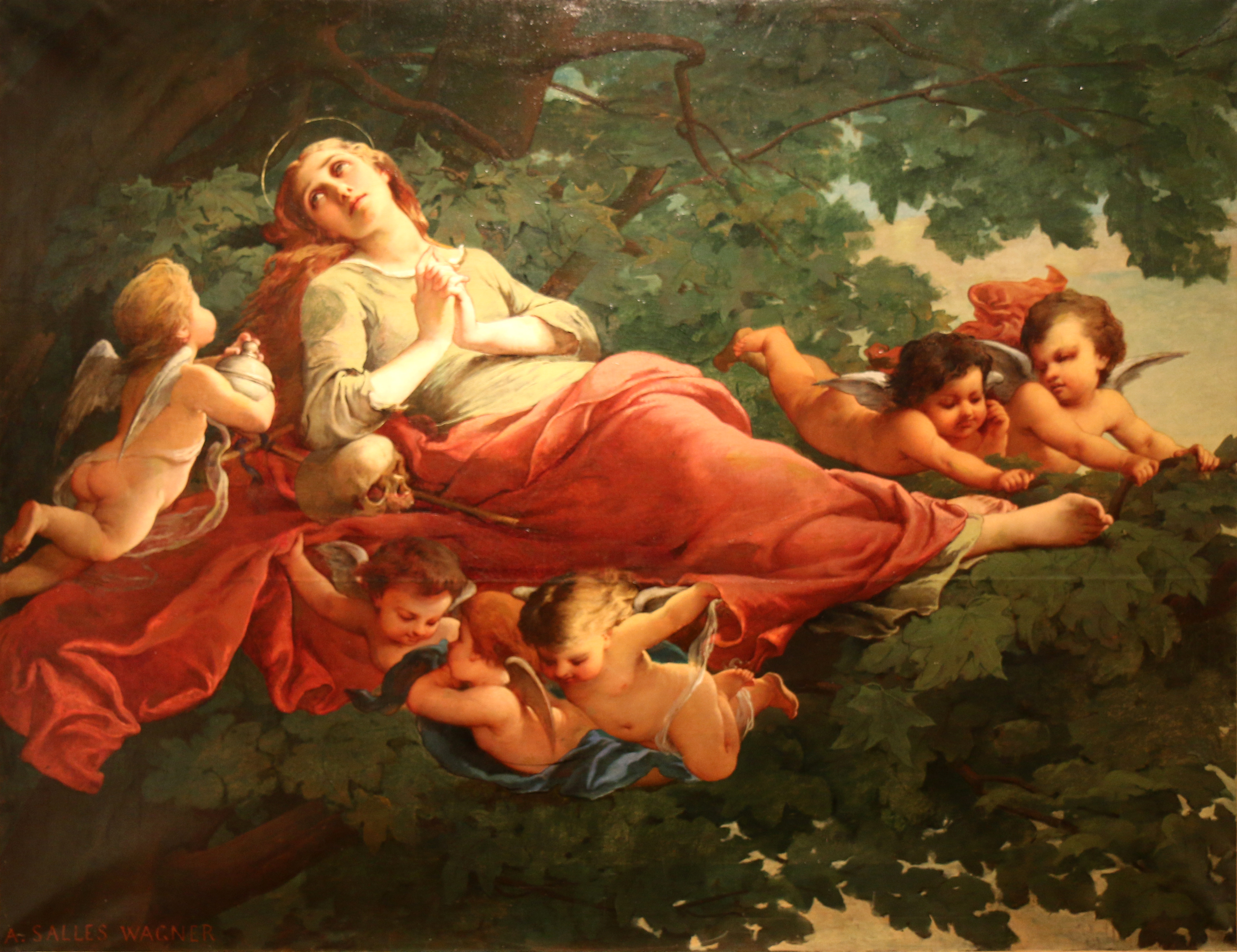
Santa Madalena embalada por anjos (1868), Museu de Arte de Toulon
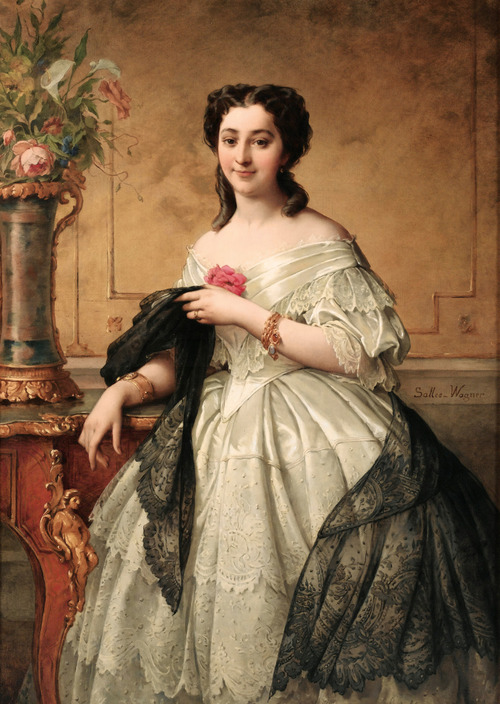
Retrato de uma dama de la société lyonnaise, (localização desconhecida).
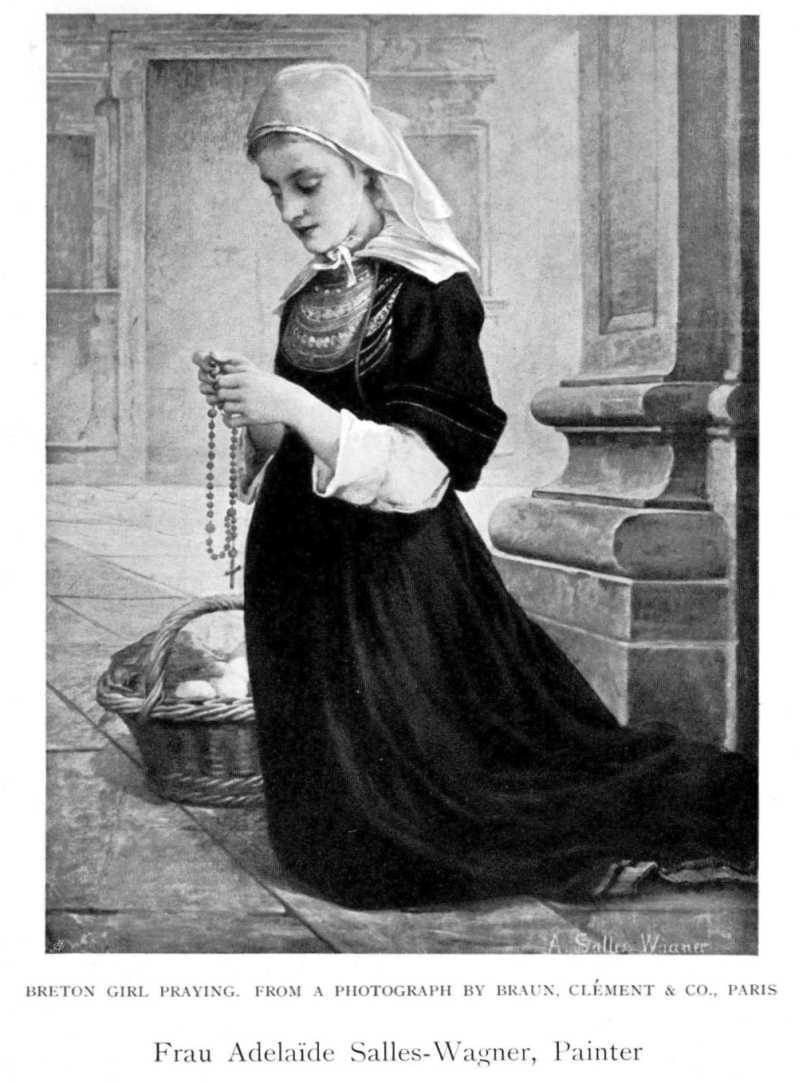
Menina bretã rezando, (localização desconhecida)